# أنا وأنت وأمي وأبي (فلم)
أنا وأنتِ وأمي وأبي فيلم سينيمائي سوري جرى إنتاجه عام 2016، يتحدث الفيلم عن قصة حب في زمن الحرب، أبطال المسلسل هم:
- يامن الحجلي ومرام علي بدوري العشيقين.
- سوزان نجم الدين بدور الأم.
- بشار إسماعيل وحسام تحسين بك بدور الجدين.

عرض الفيلم في المحافظات التالية: السويداء، حمص، طرطوس، حلب.